# Nébula
En Nébula és una bèstia festiva i popular del barri de Trinitat Vella, Barcelona. És una bèstia foguera que representa un follet del bosc, esperit protector de la natura. Porta tres punts de foc a la boca i té una estructura de gegant amb un cos que és una mescla d'elements de follet i elements de la natura: els braços com branques i el cos fet amb formes vegetals i d'arrels. Agafat al braç esquerre, hi porta un dimoniet que li fa de consciència i el fa estar a l'aguait dels atacs contra l'equilibri de la natura.
La idea de construir la figura va sorgir de la colla de diables Trinifoc del barri, que volien una figura que animés els espectacles pirotècnics on participaven. Es va encarregar la tasca a l'artista Dolors Sans, de Vilafranca del Penedès, i el 2008 va néixer en Nébula, una fusió entre gegant i bèstia que treu foc per la boca. La peça va ser presentada aquell mateix estiu a la festa major del barri i va ser apadrinada pel Drac de Sant Andreu de Palomar i pel del Bon Pastor, dues figures també construïdes per Sans.
La llegenda de la peça explica que en un temps immemorial va ajudar els veïns del barri a lluitar contra els abusos d'un senyor feudal. Després de la presentació oficial, en Nébula participa en els correfocs i en les trobades de bestiari més importants del barri, amb diables i tabalers. També es deixa veure en les festivitats barcelonines de més anomenada: la Mercè i Santa Eulàlia.